# NGC 5903
NGC 5903 ist eine 11,2 mag helle Elliptische Galaxie vom Hubble-Typ E2 im Sternbild Waage auf der Ekliptik. Sie ist schätzungsweise 112 Millionen Lichtjahre von der Milchstraße entfernt und hat einen Durchmesser von etwa 90.000 Lichtjahren. Wahrscheinlich bildet sie gemeinsam mit NGC 5898 ein gravitativ gebundenes Galaxienpaar.
Im selben Himmelsareal befindet sich u. a. die Galaxie IC 4538.
Das Objekt wurde am 21. Mai 1784 vom deutsch-britischen Astronomen Wilhelm Herschel mit einem 18,7-Zoll-Spiegelteleskop entdeckt, der sie dabei mit „Two, nearly parallel 7′ distant, Both vF, not vS, R.“ beschrieb. Bei zwei Beobachtungen mit einem 18-Zoll-Spiegelteleskop notierte John Herschel im Jahr 1847 „B, R, pgbM, 20 arcseconds“ und „pF, R, gpmbM, 30 arcseconds“.

## NGC 5903-Gruppe (LGG 398)
| Galaxie   | Alternativname | Entfernung/Mio. Lj |
| --------- | -------------- | ------------------ |
| NGC 5903  | PGC 54646      | 112                |
| NGC 5898  | PGC 54625      | 92                 |
| IC 4538   | PGC 54776      | 125                |
| PGC 54644 | ESO 514-003    | 102                |
| PGC 55081 | ESO 582-012    | 102                |